# Ілеана Цитарісті
Ілеана Цитарісті — італійська танцівниця, хореограф та педагогиня, яка з 1979 року проживає в Індії, присвятивши своє життя індійським класичним танцям, зокрема одіссі та майурбхандж чхау[неавторитетне джерело].

## Біографія
Народилася Ілеана Цитарісті в Італії. Здобула ступінь доктора філософії, захистивши дисертацію на тему «Психоаналіз та східна міфологія». Після кар'єри в європейському театрі вона занурилася в індійську культуру, а саме після переїзду до Одіші в 1979 році. Там вона вивчала одіссі під керівництвом гуру Келучарана Мохапатри та майурбхандж чхау під наставництвом гуру Харі Наїка. Її хореографічні роботи відомі інноваційним підходом, що включає поєднання традиційних індійських танцювальних форм із західними елементами[неавторитетне джерело].
Протягом своєї кар'єри Ілеана створила низку інноваційних хореографічних постановок, які поєднують західні та східні теми та стилі. Серед її відомих робіт у стилі Чхау — «Ехо та Нарцис», «Подорож», «Образи змін» та «І все ж я піднімаюся». У стилі Одисі вона поставила такі твори, як «Мая Дарпан», «Маханаді: і річка тече», «Каруна» та «Шаранам».[ангажоване джерело]
У 1996 році вона заснувала академію Art Vision у Бхубанешварі, яка служить платформою для обміну ідеями між різними видами мистецтва, такими як театр, музика, танець та живопис. Академія також проводить заняття з одіссі та чхау[ангажоване джерело].
Цитарісті є авторкою кількох книг, зокрема «The Making of a Guru: Kelucharan Mohapatra, His Life and Times» (2001), «Traditional Martial Practices in Odisha» (2012) та «My Journey, a Tale of Two Births» (2016)[неавторитетне джерело].
За свій внесок у розвиток індійського танцю вона була вшанована численними нагородами, зокрема Національна кінопремія за найкращу хореографію в 1996 році, Падма Шрі в 2006 році та орден «Зірка італійської солідарності» (2008). Ілеана Цитарісті стала першою іноземкою, яка отримала Падма Шрі за внесок в одіссі[неавторитетне джерело].
Ілеана Цитарісті продовжує виступати, викладати та популяризувати індійські класичні танці на міжнародному рівні, зберігаючи при цьому глибокий зв'язок з культурою та традиціями Одіші. Вона продовжує жити в Бхубанешварі, Індія, де навчає нове покоління танцівників та сприяє збереженню та популяризації індійських класичних танців на міжнародному рівні.